# 兰道夫海扇蛤
兰道夫海扇蛤（学名：Cyclopecten randolphi），是莺蛤目海扇蛤科Cyclopecten属的一种。主要分布于台湾，常栖息在深海。